# Tian Pengfei
Tian Pengfei (田鹏飞S, TiánpéngfēiP; Dalian, 16 agosto 1987) è un giocatore di snooker cinese.

## Carriera
Tian Pengfei esordisce in un torneo professionistico al China Open 2006, all'età di 19 anni. Viene eliminato nel turno delle wildcard da Jamie Cope con il risultato di 5-2. Riesce a vincere il suo primo match durante il Northern Ireland Trophy 2006, battendo al primo turno del torneo Andy Hicks per 5-3, prima di essere sconfitto Shaun Murphy 5-4.
Tra il 2009 e il 2010 raggiunge due semifinali (General Cup e Wuxi Classic) e vince la finale del Beijing International Challenge contro Ryan Day per 9-3.

## Curiosità
Tian parla molto bene l'inglese e molto spesso aiuta i suoi colleghi nelle interviste. Ha assistito il connazionale Lyu Haotian al Northern Ireland Open 2017, malgrado egli lo abbia sconfitto nei quarti di finale.

## Ranking[8]
| Stagione  | Ranking iniziale | Ranking finale |
| --------- | ---------------- | -------------- |
| 2006-2007 | Non classificato | 69             |
| 2007-2008 | 69               | 67             |
| 2011-2012 | Non classificato | 81             |
| 2012-2013 | Non classificato | 70             |
| 2013-2014 | 69               | 50             |
| 2014-2015 | Non classificato | 82             |
| 2015-2016 | 70               | 48             |
| 2016-2017 | 48               | 50             |
| 2017-2018 | 50               | 70             |
| 2018-2019 | Non classificato | 74             |
| 2019-2020 | 67               | 54             |
| 2020-2021 | 54               |                |

## Tornei vinti

### Titoli Non-Ranking: 1
| Titoli Non-Ranking              | Titoli Non-Ranking | Titoli Non-Ranking | Titoli Non-Ranking |
| ------------------------------- | ------------------ | ------------------ | ------------------ |
| Competizione                    | Anno               | Avversario         | Note               |
| Beijing International Challenge | 2010               | Ryan Day           | [ 7 ]              |

## Finali perse
- European Tour: 1 (Ruhr Open 2015)